# کالیگولا، شاعر خشونت
کالیگولا، شاعر خشونت نمایشنامه‌ای به نویسندگی مشترک محمد چرمشیر و آتیلا پسیانی است. چرمشیر و پسیانی این نمایشنامه را بر اساس شایعات مربوط به کالیگولا نوشته‌اند.

## اجرا
کالیگولا، شاعر خشونت در سال‌های ۱۳۸۱ و ۱۳۸۲، توسط گروه تئاتر بازی، و به کارگردانی آتیلا پسیانی و بازی رکسانا مهرافزون، فاطمه نقوی، ستاره پسیانی، حسن معجونی، بابک حمیدیان، خسرو پسیانی و آتیلا پسیانی، در تالار شماره دو تئاترشهر به‌روی صحنه رفت.